# Nação Rubro-Negra
O Grêmio Recreativo Escola de Samba Nação Rubro-Negra foi uma escola de samba da cidade do Rio de Janeiro, que existiu durante a década de 90, e reunia torcedores do Flamengo no Carnaval.

## História
A Nação Rubro-Negra não era uma torcida organizada, como no caso da Gaviões da Fiel, nem era ligada a uma torcida em específico, apenas era uma agremiação carnavalesca voltada para os torcedores do Flamengo.
Após herdar a vaga da Mocidade de Vasconcelos, estreou no Grupo D em 1997, com o enredo "Sou Nação 2004, um Rio de integração", terminando em 11º lugar entre 12 escolas.
Com o rebaixamento, chegou a ser relacionada para o desfile seguinte, mas nunca mais desfilou, sendo extinta. Entretanto houve boatos sobre uma possível volta, o que na verdade, pegaria o CNPJ da Império da Praça Seca, para usar o nome fantasia de Império Rubro-Negro.

## Carnavais
| Ano  | Colocação | Grupo | Enredo                               | Ref.  |
| ---- | --------- | ----- | ------------------------------------ | ----- |
| 1997 | 11°lugar  | D     | Sou Nação 2004, um Rio de integração | [ 2 ] |